# Trichomycterus chungaraensis
Trichomycterus chungaraensis är en fiskart som beskrevs av Arratia, 1983. Trichomycterus chungaraensis ingår i släktet Trichomycterus och familjen Trichomycteridae. IUCN kategoriserar arten globalt som sårbar. Inga underarter finns listade i Catalogue of Life.